# 森井清二
森井 清二（もりい きよじ、1926年3月31日 - 2019年3月2日）は、日本の実業家。関西電力元社長、会長。京都府京都市出身。第2代社長を務めた芦原義重の娘婿でもある。

## 経歴・人物
1949年に京都大学工学部を卒業し、関西配電(のちの関西電力)に入社した。
1977年6月に取締役に就任し、1979年6月に常務、1982年6月に専務、1983年6月に副社長を経て、1985年11月からは社長を務め、大飯原発3、4号機の建設を推進した。1987年の関電二・二六事件の際には、動議の議決を棄権した。1991年2月に美浜原発2号機における蒸気発生器細管破断事故を受けて、事故原因をほぼ解明してから、同年11月に社長を辞任した。
その一方で、1988年から1990年までに関西経済同友会代表幹事を、1994年から2003年までに関西生産性本部会長をそれぞれ務めた。
2001年4月に勲一等瑞宝章を受章。
2019年3月2日肺炎により死去。92歳没。